# NGC 4110
NGC 4110 is een balkspiraalstelsel in het sterrenbeeld Hoofdhaar. Het hemelobject werd op 1 april 1848 ontdekt door de Ierse astronoom William Hautenville Rambaut (1822-1893).

## Synoniemen
- UGC 7102
- MCG 3-31-40
- ZWG 98.58
- PGC 38441